# 算師
算師（さんし）とは、律令制において計数を掌る官職。主計寮・主税寮・大宰府に設置され、後に修理職や木工寮などにも設置された。

## 概要
主計寮・主税寮の算師は定員はともに2名、位階相当は従八位下である。それぞれ都に入ってくる税とその支出についての計算を行った。前者は庸・調の集計と用度の算出、後者は租の集計を担当した。位階相当はともに従八位下で、養老3年（719年）に把笏が許されている。
大宰府の算師は定員は1名（弘仁5年（814年）以後2名に増員）、位階相当は従八位下である。九州全域の租税の集計を扱い、弘仁13年（822年）には正税帳使として上洛して状況報告が義務付けられた。
弘仁13年（822年）には修理職に、続いて年代は不詳であるが延喜式編纂以前に木工寮にも算師が置かれた。定員はそれぞれ1名、位階などの待遇は主計寮・主税寮と同じとされていた。
他にも財政・土木・造営関係の分野において令外官として算師が設置されることがあった。奈良時代初期に平城京造営のために設置された造宮省には算師が設置され、天平勝宝5年（755年）には班田の円滑な実施のため、平城京の左右両京・河内国・摂津国・山背国にそれぞれ4名ずつの算師が任命されたことが記録されている。他にも班田や公田と荘園の境界画定、造営に伴う設計などの分野で算師が任じられる場合があった。
算師の育成は大学寮で算博士（定員2名）が掌った。30名の算生が『九章算術』・『周髀算経』などを教科書として講義を受けた後、所定の試験合格者が算師に任命された。ただし、当時の日本では高度な数学の必要性に対する認識が低かったらしく、実務的な基本的な算術学習に留まり、高等数学などは扱わなかったと言われている。また、算道を学んだ学生の多くが算師になることはなく、一般の下級官人として任官され、必要に応じてその才を発揮したとみられている。